# Saint-péray (AOC)
Pour la commune, voir Saint-Péray.
Le saint-péray est un vin blanc d'appellation d'origine contrôlée produit sur les communes de Saint-Péray et Toulaud, sur la rive droite du Rhône, en face de la ville de Valence.
Il s'agit d'une appellation du vignoble de la vallée du Rhône septentrionale, dans le département de l'Ardèche, au sud de l'aire de production du cornas au nord.

## Histoire
Un vaste domaine viticole appartenant à une famille gallo-romaine de la gens Atius prospéra entre Rhône et la montagne de Crussol. Après les invasions barbares, les survivants se réfugièrent dans les ruines de la « villa rustica » et ce hameau prit le nom d'Atacium.
Ici le vignoble est attesté depuis 936 où la grande abbaye du Vivarais, abbaye Saint-Chaffre, cite les vignes de S. Petri d’Atiacum (nom qui évoluera vers Ay). Au Moyen Âge, il devint le siège d'un prieuré dédié à saint Pierre et, dès lors, le village fut baptisé « Sanctus Petrus Atiacum ». Ce nom va évoluer au cours des siècles vers Saint-Pierre d'Ay qui devint Saint-Péray. Le cartulaire de Saint-Chaffre, en 936, mentionne la donation à cette abbaye d'une villa et de ses vignes sise sous le castrum de Crussol. Plus tard, au XIIe siècle, le cartulaire de Bourg-lès-Valence indique que les comtes de Crussol, Giraud Bastet, son épouse Agnès et son frère Guillaume, donnent 50 livres à l'abbaye de Saint-Estève, située à l'extrémité de la montagne de Crussol, et des vignes à l'église de S.Petri Ay.
Dès la fin du Moyen Âge et durant toute la Renaissance, Saint-Péray suivit l'histoire de la famille de Crussol, jusqu'à ce que ses descendants devinrent comtes puis duc d'Uzès et ce duché sera élevé au rang de premier duché de France. En 1762, l'abbé Dode, curé de la paroisse, note que le village produit des céréales, en faible quantité, mais beaucoup de topinambours « et des vins blancs et rouges. La partie regardant le midi produit le meilleur des vins blancs du pays ». Au XVIIIe siècle, ces vins étaient déjà estimés de haute qualité puisque, sous la Révolution, Saint-Péray se débaptisa pour s'appeler fièrement « Péray Vin Blanc ».
En 1816, André Jullien consacre un paragraphe à ce vin : « Saint-Peray, à trois lieues sud de Tournon et à une lieue ouest de Valence, sur la rive droite du Rhône ; son territoire fournit beaucoup de vins blancs qui font la richesse du pays ; ils ont de la délicatesse, du spiritueux, un goût très-agréable qui leur est particulier, et une sève qui participe de la violette ; mis en bouteilles à l'équinoxe du printemps qui suit la récolte, ils moussent comme le Champagne, et conservent pendant plusieurs années le pétillement qui caractérise cette espèce de vin ».

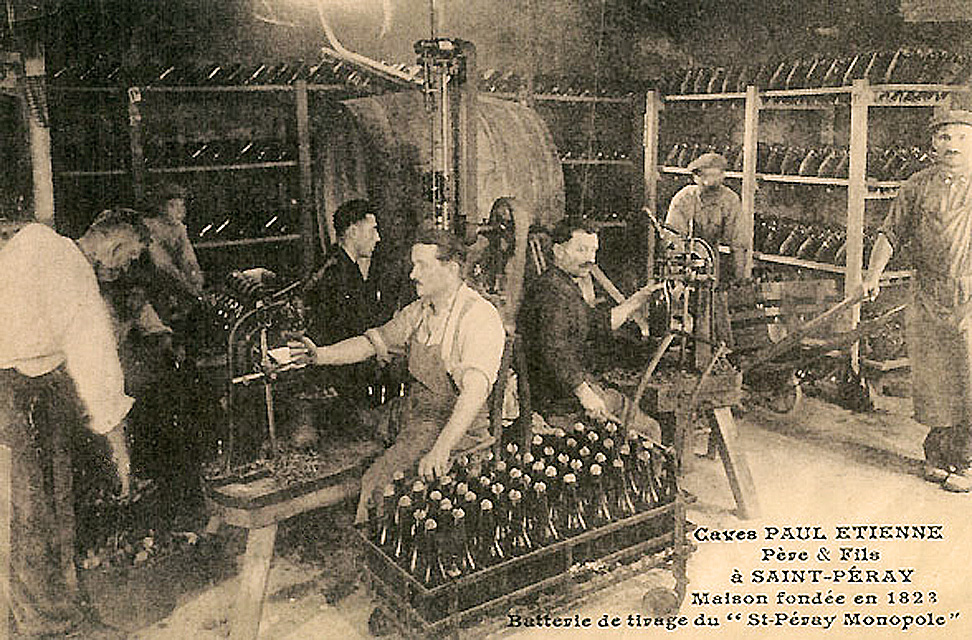
Tirage et embouteillage du saint-péray au début du XXe siècle.

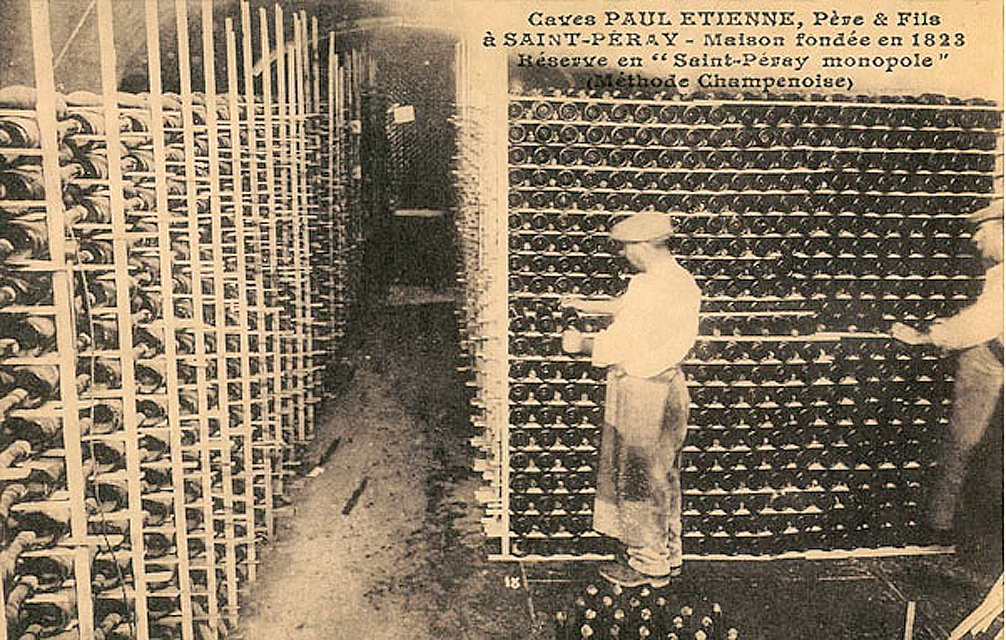
Stockage du saint-péray mousseux au début du XXe siècle.

La première prise de mousse à Saint-Péray fut réalisée au château de Beauregard, en 1829, par la Maison Faure sur cent barriques : en 1825, le négociant Alexandre Faure fit venir un caviste champenois et lui demanda d’élaborer un mousseux. Les vinificateurs de Saint-Péray furent les premiers après les Champenois à maîtriser la prise de mousse de leurs vins par la « méthode traditionnelle ». Un document établit avec certitude la date de cet évènement : une lettre datée du 11 mars 1829 et écrite par Louis Faure à son neveu en tournée d'affaires à Édimbourg. 

« Tu apprendras sans doute avec plaisir que notre opération à champagniser les cent barriques vin blanc de Saint-Péray se poursuit très bien et nous doutons pas de la réussite... Ce premier essai de prise de mousse a été effectué dans les caves du château de Beauregerd et nous avons donc aussi notre Hautvillers : cette fierté s'ajoute à celle d'être la première localité viticole après la Champagne à produire en France des vins mousseux. »

En l'absence de toute législation, la Maison Faure Père & fils commercialisa ses cuvées sous le nom de « Champagne Saint-Péray », leurs successeurs MM. Giraud Louis et cie se contenteront de « Saint-Péray. Grand Mousseux ». Les Faure obtinrent vers 1850 le brevet de « Fournisseur officiel de la Cour d'Autriche » puis en 1867 celui de la « Cour d'Angleterre ». Dès 1843, des lettres de commandes attestent que les négociants de la commune fournissaient également les caves de la Cour du roi de Wurtemberg. À ses royales ou impériale prédilections s’ajoute l’engouement d’un grand musicien : une lettre autographe de Richard Wagner, datée de Bayreuth, en 1877, passe commande de 100 bouteilles de vins mousseux.
Le cahier des charges de l'appellation a été modifié en août 2025.

## Vignoble

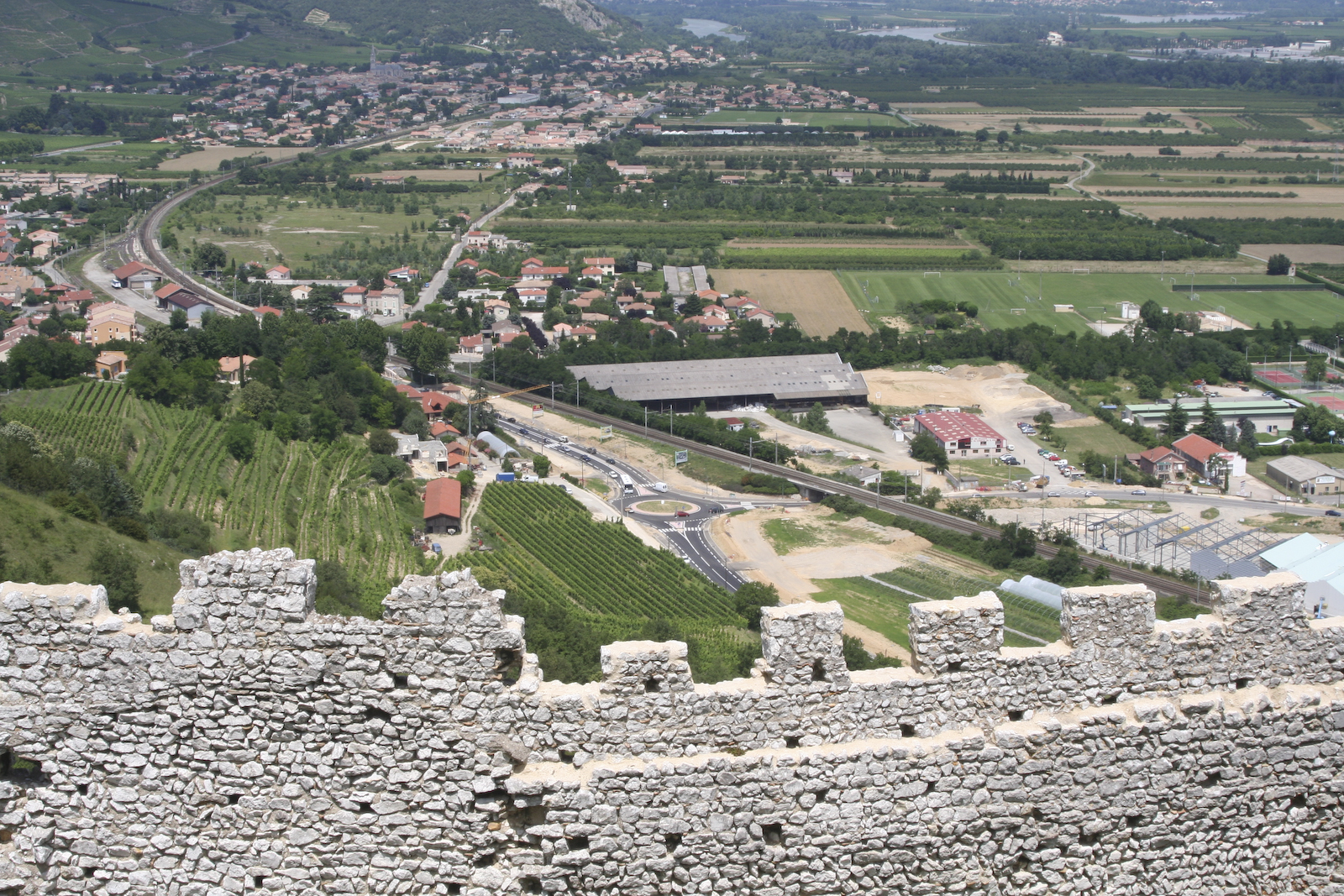
Vignoble vu du haut du château.

### Présentation
Située dans la partie française de la vallée du Rhône, sur la rive droite face à Valence, l'aire d'appellation, bordant celle du cornas, concerne les communes de Saint-Péray et de Toulaud, dans le département de l'Ardèche. Le bourg de Saint-Péray, à l’ombre du château historique de Crussol et au pied de la colline du même nom, lieu de passage entre la montagne ardéchoise et la plaine de Valence, est traversé par le Mialan, un affluent du Rhône.
Selon le service des Douanes, la superficie revendiquée en 2024 sous l'appellation est de 122 hectares, dont 118 ha pour produire du vin tranquille blanc et 4,1 ha pour du mousseux.

### Orographie et géologie
La colline s'étire sur trois kilomètres dans une orientation nord / sud en ligne de crêtes assez régulière dont l’altitude passe progressivement de 306 à 406 mètres. Transversalement, c'est un massif dissymétrique : vers l’est, une haute falaise calcaire, surplombant des éboulis, domine la vallée du Rhône, tandis que vers l’ouest, la pente s’abaisse moins brutalement jusqu'au Mialan.
La montagne de Crussol sépare en deux ce terroir. Les terrasses qui jouxtent le Rhône sur les flancs est et ouest de la Montagne sont constituées d’un sol de lœss et de calcaire anguleux. Les autres sont sur un socle de granit porphyroïde avec couvert d’éboulis et d’arènes granitiques où le quartz reste intact et d’argile de décomposition en provenance des feldspaths.

### Climatologie

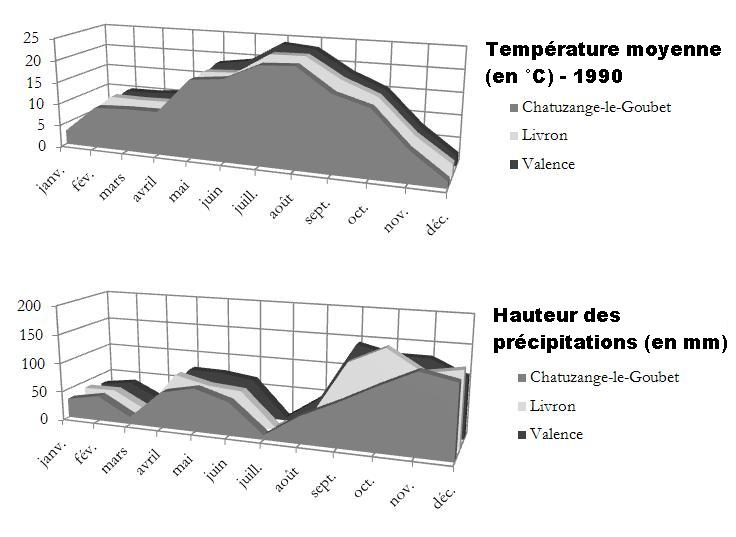

À partir de cette latitude, l'influence du climat méditerranéen se fait directement sentir. L'ensoleillement annuel est élevé (environ 2 400 heures à Valence, (estimation de Météo-France). Les étés y sont chauds et secs. La température moyenne du mois de juillet est de 20 °C (Montélimar 23 °C). Les hivers froids sans excès s'inscrivent plutôt dans un climat de type semi-continental dégradé. La température moyenne du mois le plus froid (janvier) est ainsi de 3,5 °C. La pluviométrie annuelle est modérée : environ 430 mm. Les pluies sont particulièrement importantes à la fin de l'été (particulièrement en septembre à cause de l'effet cévenol ou orage cévenol qui déverse des trombes d'eau).
Une des caractéristiques de la vallée du Rhône en aval de Lyon est le vent fréquent qui souffle le long du couloir rhodanien. Ce vent, lorsqu'il vient du nord, est baptisé mistral  et a pour effet d'assécher l'air et d'apporter du beau temps et de la fraîcheur en été, mais une impression de froid glacial en hiver. Lorsqu'il provient du sud, il annonce généralement l'arrivée de perturbations orageuses. Il s'appelle alors « le vent du Midi » ou « le vent des fous » car, pour certaines personnes, il rend l'atmosphère pénible à supporter, surtout en été.
La station climatique de Saint-Marcel-lès-Valence (sur le site de l'INRA, à 190 mètres d'altitude : 44° 58′ 48″ N, 4° 55′ 48″ E) est la plus proche, à neuf kilomètres au nord-est de l'aire d'appellation.
| Mois                              | jan. | fév. | mars  | avril | mai   | juin  | jui.  | août  | sep.  | oct.  | nov. | déc. | année   |
| --------------------------------- | ---- | ---- | ----- | ----- | ----- | ----- | ----- | ----- | ----- | ----- | ---- | ---- | ------- |
| Température minimale moyenne (°C) | 0,8  | 1,5  | 4     | 6,5   | 10,5  | 13,7  | 15,9  | 15,4  | 12,3  | 9,3   | 4,6  | 1,9  | 8,1     |
| Température moyenne (°C)          | 3,9  | 5,2  | 8,7   | 11,6  | 15,9  | 19,4  | 22,2  | 21,6  | 17,7  | 13,5  | 7,9  | 4,6  | 12,7    |
| Température maximale moyenne (°C) | 6,9  | 8,9  | 13,3  | 16,6  | 21,2  | 25,1  | 28,4  | 27,8  | 23,1  | 17,8  | 11,2 | 7,4  | 17,4    |
| Nombre de jours avec gel          | 13   | 10,3 | 4,4   | 0,3   | 0     | 0     | 0     | 0     | 0     | 0,4   | 4,2  | 10,3 | 42,9    |
| Ensoleillement (h)                | 86,7 | 109  | 171,8 | 169,3 | 238,8 | 230,7 | 290,4 | 261,6 | 174,5 | 111   | 74,5 | 67,5 | 1 985,8 |
| Précipitations (mm)               | 52   | 42,4 | 51,6  | 83,3  | 88,7  | 58,5  | 51,1  | 65,3  | 110,4 | 115,4 | 90,4 | 58,7 | 867,8   |

| Diagramme climatique                                  |            |           |             |              |              |              |              |               |              |             |            |
| J                                                     | F          | M         | A           | M            | J            | J            | A            | S             | O            | N           | D          |
| 6,90,852                                              | 8,91,542,4 | 13,3451,6 | 16,66,583,3 | 21,210,588,7 | 25,113,758,5 | 28,415,951,1 | 27,815,465,3 | 23,112,3110,4 | 17,89,3115,4 | 11,24,690,4 | 7,41,958,7 |
| Moyennes : • Temp. maxi et mini °C • Précipitation mm |            |           |             |              |              |              |              |               |              |             |            |

### Encépagement
Cette appellation assemble marsanne et roussanne tant pour ses vins tranquilles que mousseux.
| Cépage                | Encépagement des crus des côtes du Rhône septentrionaux | Encépagement des crus des côtes du Rhône septentrionaux | Encépagement des crus des côtes du Rhône septentrionaux | Encépagement des crus des côtes du Rhône septentrionaux | Encépagement des crus des côtes du Rhône septentrionaux | Encépagement des crus des côtes du Rhône septentrionaux | Encépagement des crus des côtes du Rhône septentrionaux | Encépagement des crus des côtes du Rhône septentrionaux |
| --------------------- | ------------------------------------------------------- | ------------------------------------------------------- | ------------------------------------------------------- | ------------------------------------------------------- | ------------------------------------------------------- | ------------------------------------------------------- | ------------------------------------------------------- | ------------------------------------------------------- |
| Cépage                | condrieu et château-grillet                             | cornas                                                  | côte-rôtie                                              | hermitage et crozes-hermitage                           | hermitage et crozes-hermitage                           | saint-joseph                                            | saint-joseph                                            | saint-péray                                             |
| Cépage                | condrieu et château-grillet                             | cornas                                                  | côte-rôtie                                              | rouge                                                   | blanc                                                   | rouge                                                   | blanc                                                   | saint-péray                                             |
| marsanne et roussanne |                                                         |                                                         |                                                         | max. 15 %                                               | 100 %                                                   | max. 10 %                                               | 100 %                                                   | 100 %                                                   |
| syrah                 |                                                         | 100 %                                                   | min. 80 %                                               | min. 85 %                                               |                                                         | min. 90 %                                               |                                                         |                                                         |
| viognier              | 100 %                                                   |                                                         | max. 20 %                                               |                                                         |                                                         |                                                         |                                                         |                                                         |

### Méthodes culturales

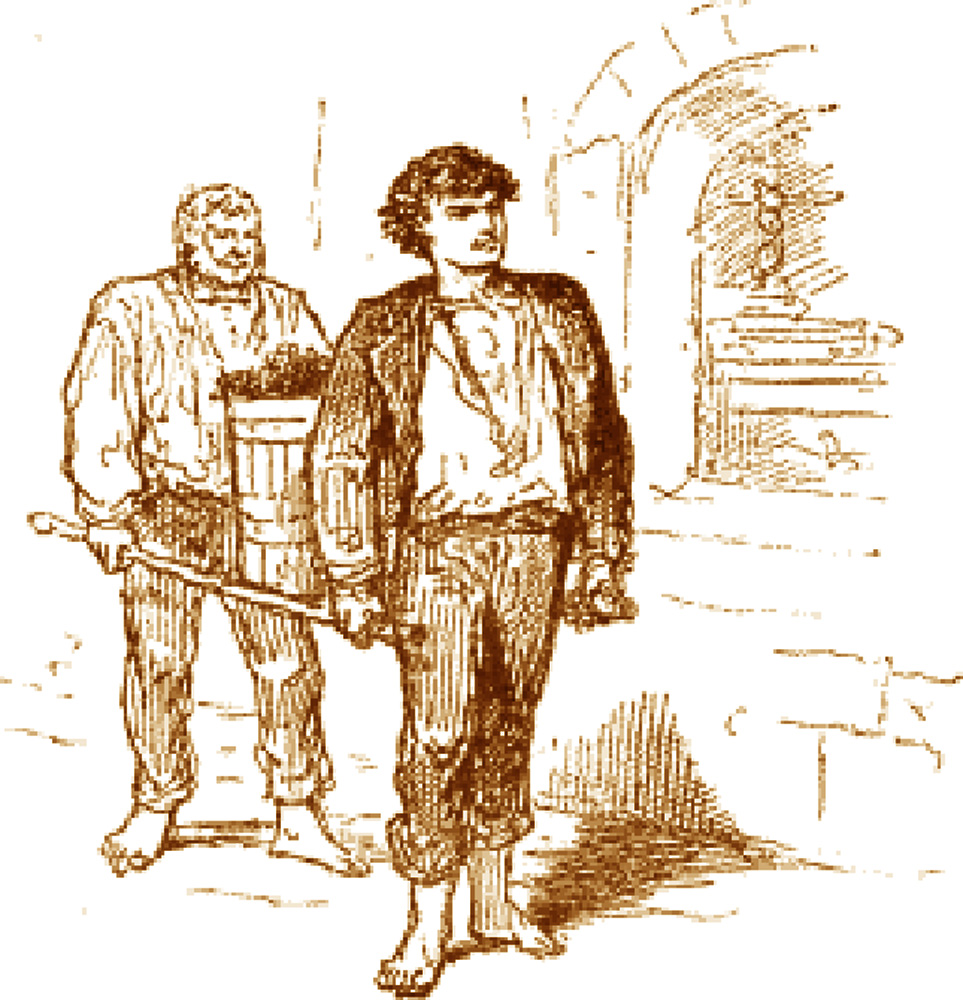
Vendanges à Saint-Péray au début du XXe siècle.

## Vins
Les données de production des années récentes, telles que publiées par les Douanes, sont :
| Année | saint-péray blanc | saint-péray blanc | saint-péray blanc | saint-péray mousseux      | saint-péray mousseux      | saint-péray mousseux      |
| Année | superficie (ha)   | production (hl)   | rendement (hl/ha) | superficie (ha)           | production (hl)           | rendement (hl/ha)         |
| ----- | ----------------- | ----------------- | ----------------- | ------------------------- | ------------------------- | ------------------------- |
| 2020  | 99                | 3 152             | 32                | 5,5                       | 189                       | 34                        |
| 2021  | 108               | 3 556             | 33                | données confidentialisées | données confidentialisées | données confidentialisées |
| 2022  | 109               | 3 652             | 33                | 2,9                       | 99                        | 34                        |
| 2023  | 110               | 3 933             | 36                | 7,6                       | 264                       | 35                        |
| 2024  | 118               | 3 033             | 26                | 4,1                       | 61                        | 14                        |

### Vinification et élevage

#### Vinification en blanc
Dans la vinification en blanc la fermentation se déroule en dehors de tout contact avec les parties solides de la vendange (pépins, peaux du raisin, rafles). Le but de cette vinification est de faire ressortir le maximum des arômes contenus d'abord dans le raisin, ensuite en cours de fermentation, enfin lors du vieillissement.
L'extraction du jus et sa séparation des parties solides peuvent être précédées par un éraflage, un foulage et un égouttage, pour passer ensuite au pressurage. Mais ces phases sont évitées par nombre de vinificateurs pour éviter l'augmentation des bourbes. Le choix se porte sur une extraction progressive du jus puis un débourbage qui permet d'éliminer toutes particules en suspension. Là aussi, encore plus que pour une vinification en rouge, s'impose la maîtrise des températures lors de la fermentation alcoolique. Elle se déroule entre 18 et 20° et dure entre 8 et 30 jours selon le type de vin désiré.

#### Vin mousseux
La vinification des vins effervescents a pour but de permettre d'embouteiller un vin dont les sucres et les levures vont déclencher une seconde fermentation en bouteilles. Celle-ci et son bouchon doivent pouvoir résister au gaz carbonique qui se forme sous pression. C'est lui au débouchage qui provoquera la formation de mousse.
On utilise un vin tranquille auquel est ajoutée une liqueur de tirage, constituée de levures, d'adjuvants de remuage (pour faciliter la récupération et l'éjection du dépôt au dégorgement) et de sucre (de 15 à 24 g/l) selon la pression désirée finalement. La bouteille est rebouchée hermétiquement et déposée sur des clayettes afin que les levures transforment le sucre en alcool et en gaz carbonique. 
La marsanne représentait plus de 90 % de la surface plantée en 1995 : ce cépage avait supplanté complètement la roussanne, plus difficile à élever mais plus riche sur le plan aromatique. Marsanne et un peu de roussanne permettent l’élaboration d’un vin mousseux et d’un vin tranquille qui se vêtent d’une robe jaune aux reflets d’or pâle et dont le nez embaume les fleurs fraîchement cueillies.

### Structure des exploitations
Il existe 31 exploitations réparties en :
- 1 cave coopérative regroupant 5 producteurs
- 8 négociants, propriétaires
- 22 vignerons indépendants

| Exploitation               | Exploitant                     |
| -------------------------- | ------------------------------ |
| Domaine de la Sarbèche     | Cyril Milochevitch             |
| Mickaël Bourg              |                                |
| Domaine de Chaban          | Jean Marie Teysseire           |
| Rémy Nodin                 |                                |
| La Grande Colline          | Hirotake Ooka                  |
| Domaine Chaboud            | Stéphan Chaboud                |
| Cave de Tain               | (cave coopérative)             |
| Domaine du Tunnel          | Stéphane Robert                |
| Domaine du Biguet          | Jean Louis et Françoise Thiers |
| Domaine de Fauterie        | Sylvain Bernard                |
| Domaine Paul Jaboulet Ainé | Famille Frey                   |
| Domaine Yves Cuilleron     | Yves Cuilleron                 |
| Domaine Bernard Gripa      | Fabrice Gripa                  |
| M. Chapoutier              | Hevé De Sa Mendes              |
| Jacques Lemenicier         |                                |
| Vins De Vienne             |                                |
| Domaine Johann Michel      | Johann Michel                  |
| Domaine Alain Voge         | Albéric Mazoyer                |
| Francois Villard           | François Villard               |
| Vins Jean-Luc Colombo      | Jean-Luc Colombo               |
| Le Moulin à Vent           | Benoît Roseau                  |
| Auguste Clape              |                                |
| Courbis                    |                                |
| Ferraton                   |                                |
| Domaine des Haut Chassis   | Franck Faugier                 |
| Eric et Joël Durand        |                                |
| Guy Farge                  |                                |
| Chrystelle Michel          |                                |
| François Vilard            |                                |
| Tardieu Laurent            |                                |
| Fayolle Fils et Fille      |                                |
| Julien Pilon               |                                |

### Gastronomie

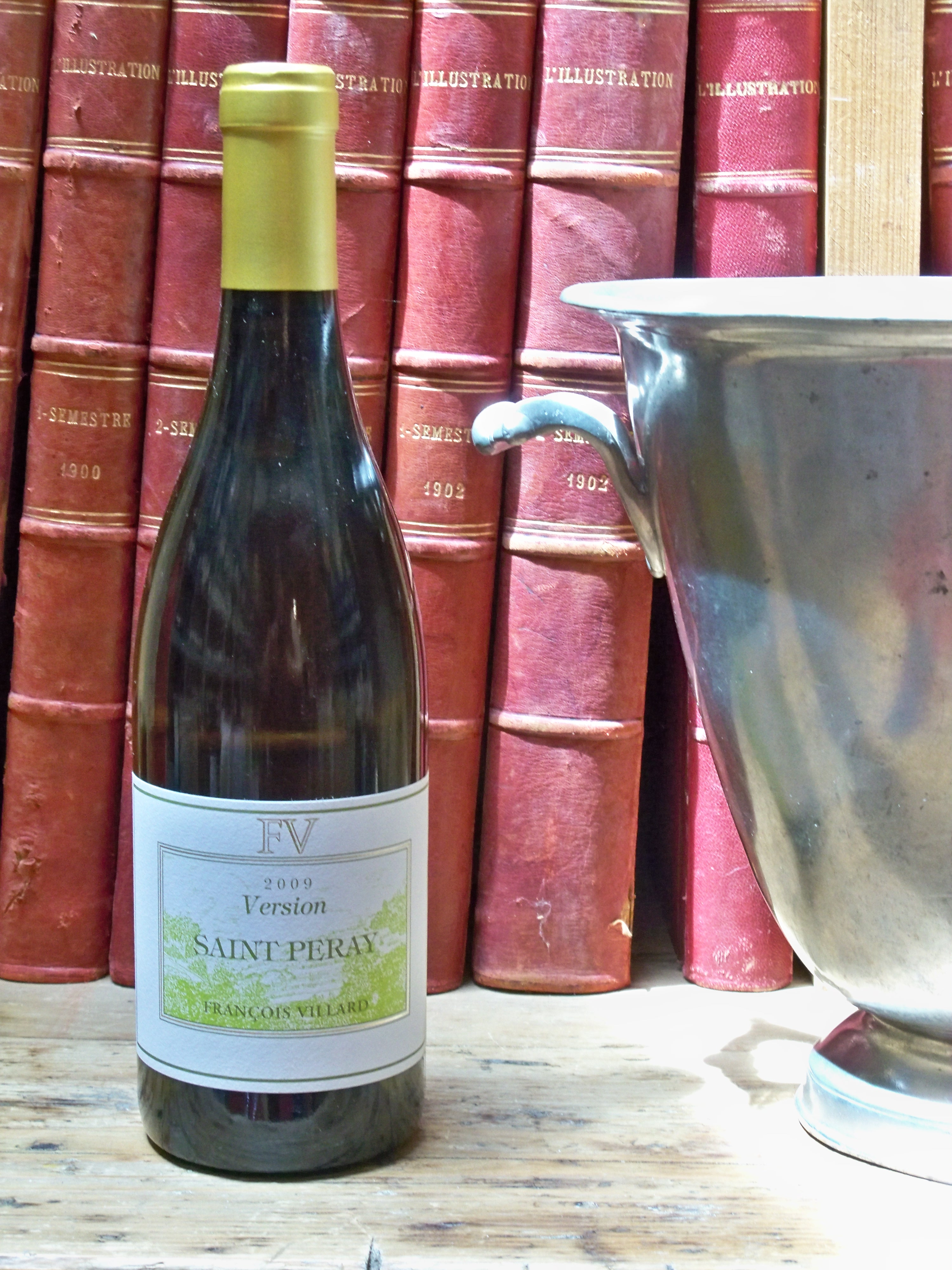
Un saint-péray tranquille.

Effervescent ou tranquille, ces deux vins sont caractérisés par une belle robe d’or jaune à or pâle. Le vin tranquille est sec ; il est issu d'un assemblage de marsanne et de roussanne, ce qui lui confère un nez très floral où domine l’arôme de violette. Il est parfait sur les hors d’œuvre et les poissons blancs. L’effervescent, à base de marsanne uniquement, se sert en apéritif ou dessert. C’est un vin léger et sec, très vif grâce à une bonne acidité. Ces deux types de vins sont mis en bouteille après 2 à 3 ans passés en cuve, généralement des pièces de 225 litres. 
La bouche du mousseux est vive, légère et rafraîchissante, celle du vin tranquille tonique et d’un bel équilibre. Toutes ces deux vins aromatiques sont marqués par des notes florales et de fruits secs où dominent la châtaigne ou l'abricot.

### Millésimes
Ils correspondent à ceux du vignoble de la vallée du Rhône. Ils sont notés : année exceptionnelle , grande année , bonne année ***, année moyenne **, année médiocre *.
| Caractéristiques | Article de qualité | ***                | ***                | Bon article        | Article de qualité | Bon article        | Bon article        | ***                | Bon article | Bon article        |
| Millésimes 1990 | 1999               | 1998               | 1997               | 1996               | 1995               | 1994               | 1993               | 1992               | 1991        | 1990               |
| Caractéristiques | ***                | ***                | **                 | ***                | Bon article        | **                 | **                 | **                 | ***         | Article de qualité |
| Millésimes 1980 | 1989               | 1988               | 1987               | 1986               | 1985               | 1984               | 1983               | 1982               | 1981        | 1980               |
| Caractéristiques | Article de qualité | Article de qualité | Bon article        | ***                | Article de qualité | **                 | Bon article        | ***                | Bon article | Article de qualité |
| Millésimes 1970 | 1979               | 1978               | 1977               | 1976               | 1975               | 1974               | 1973               | 19722              | 1971        | 1970               |
| Caractéristiques | Bon article        | Article de qualité | Bon article        | **                 | ***                | Bon article        | ***                | **                 | **          | Article de qualité |
| Millésimes 1960 | 1969               | 1968               | 1967               | 1966               | 1965               | 1964               | 1963               | 1962               | 1961        | 1960               |
| Caractéristiques | **                 | *                  | Article de qualité | Article de qualité | ***                | ***                | **                 | **                 | ***         | Article de qualité |
| Millésimes 1950 | 1959               | 1958               | 1957               | 1956               | 1955               | 1954               | 1953               | 1952               | 1951        | 1950               |
| Caractéristiques | Bon article        | Bon article        | Article de qualité | Bon article        | Bon article        | ***                | Bon article        | Article de qualité | **          | Article de qualité |
| Millésimes 1940 | 1949               | 1948               | 1947               | 1946               | 1945               | 1944               | 1943               | 1942               | 1941        | 1940               |
| Caractéristiques | Article de qualité | Article de qualité | Article de qualité | Bon article        | Article de qualité | **                 | Article de qualité | Bon article        | **          | **                 |
| Millésimes 1930 | 1939               | 1938               | 1937               | 1936               | 1935               | 1934               | 1933               | 1932               | 1931        | 1930               |
| Caractéristiques | *                  | Bon article        | Bon article        | ***                | **                 | Article de qualité | Article de qualité | **                 | **          | **                 |
| Millésimes 1920 | 1929               | 1928               | 1927               | 1926               | 1925               | 1924               | 1923               | 1922               | 1921        | 1920               |
| Caractéristiques | Article de qualité | Article de qualité | **                 | Bon article        | **                 | Bon article        | Bon article        | **                 | Bon article | Bon article        |
| Sources : Yves Renouil (sous la direction), Dictionnaire du vin, Éd. Féret et fils, Bordeaux, 1962 ; Alexis Lichine, Encyclopédie des vins et alcools de tous les pays, Éd. Robert Laffont-Bouquins, Paris, 1984, Les millésimes de la vallée du Rhône & Les grands millésimes de la vallée du Rhône |                    |                    |                    |                    |                    |                    |                    |                    |             |                    |

Soit sur 90 ans, 24 années exceptionnelles, 26 grandes années, 16 bonnes années, 22 années moyennes et 2 années médiocres.

### Commercialisation
Les vins de Saint-Péray sont vendus en France majoritairement, 14 % des volumes partent à l'export (chiffres 2023).

### Fête et marché des vins

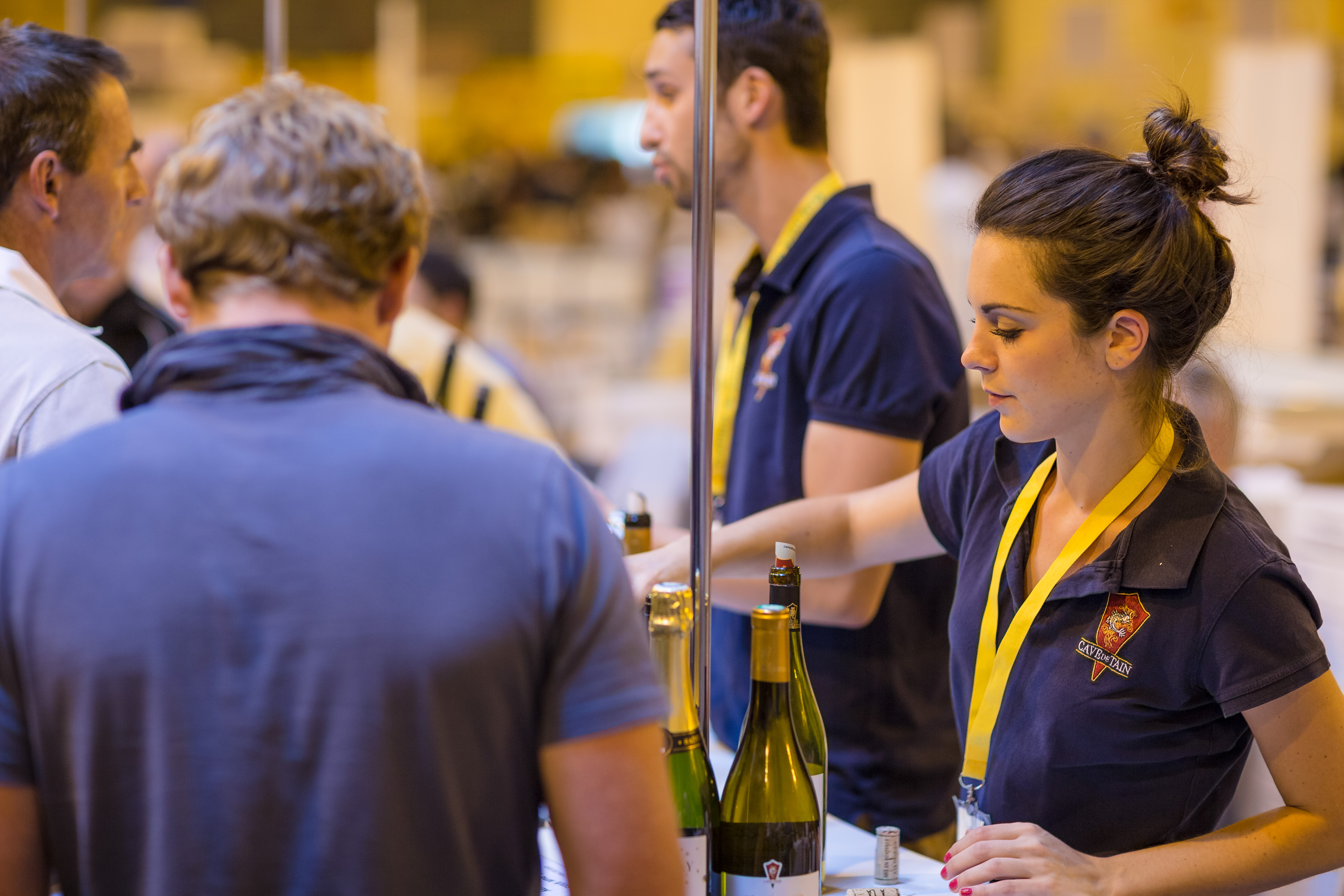
Dégustation chez un producteur

Chaque année, le premier week-end de septembre, se déroule la « Fête des vins et du Jumelage », couplée avec le « Marché des Vins » qui se tient sous le gymnase. L'ensemble des producteurs et vignerons des différentes AOC de la vallée du Rhône y participent.

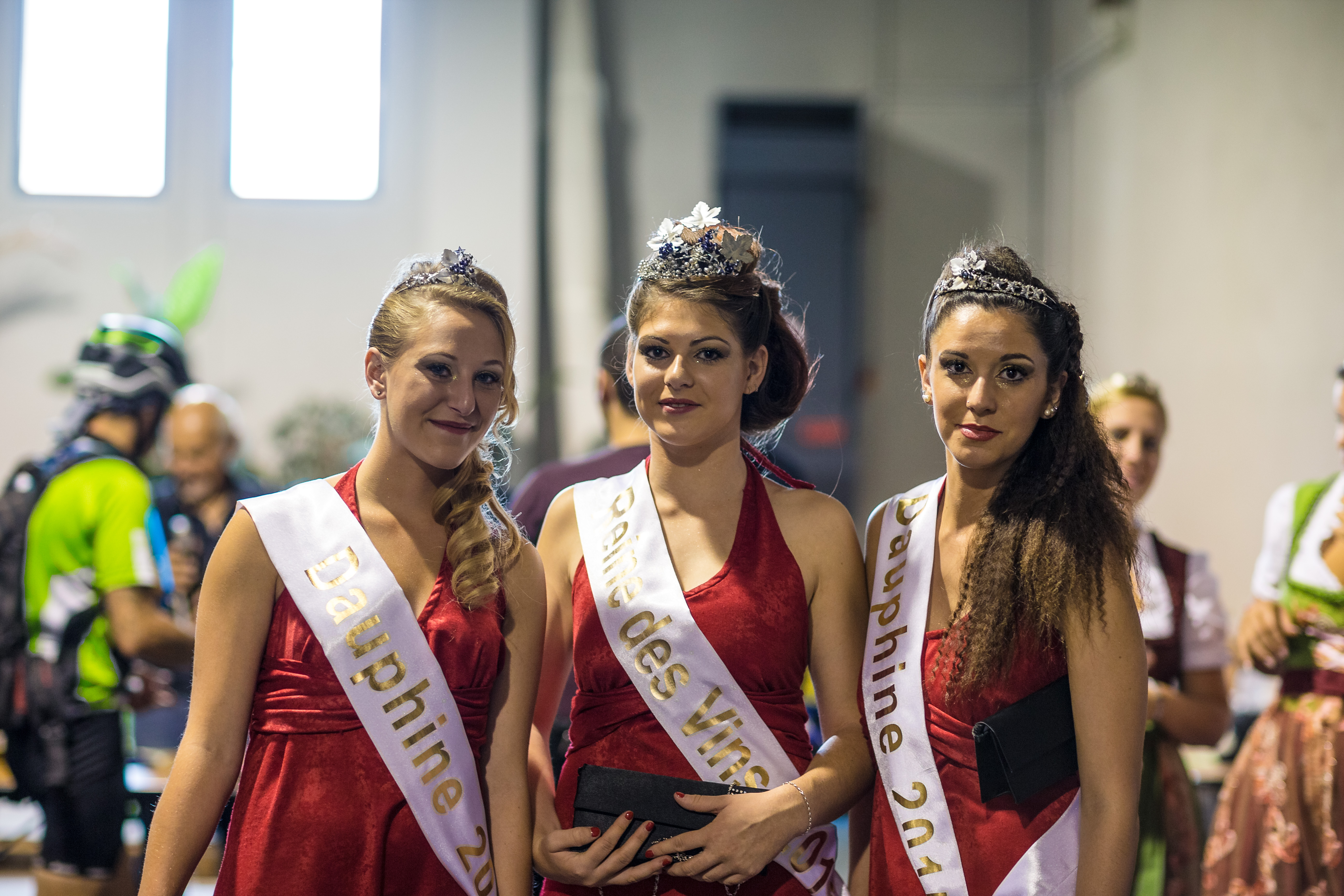
La reine des vins et ses dauphines
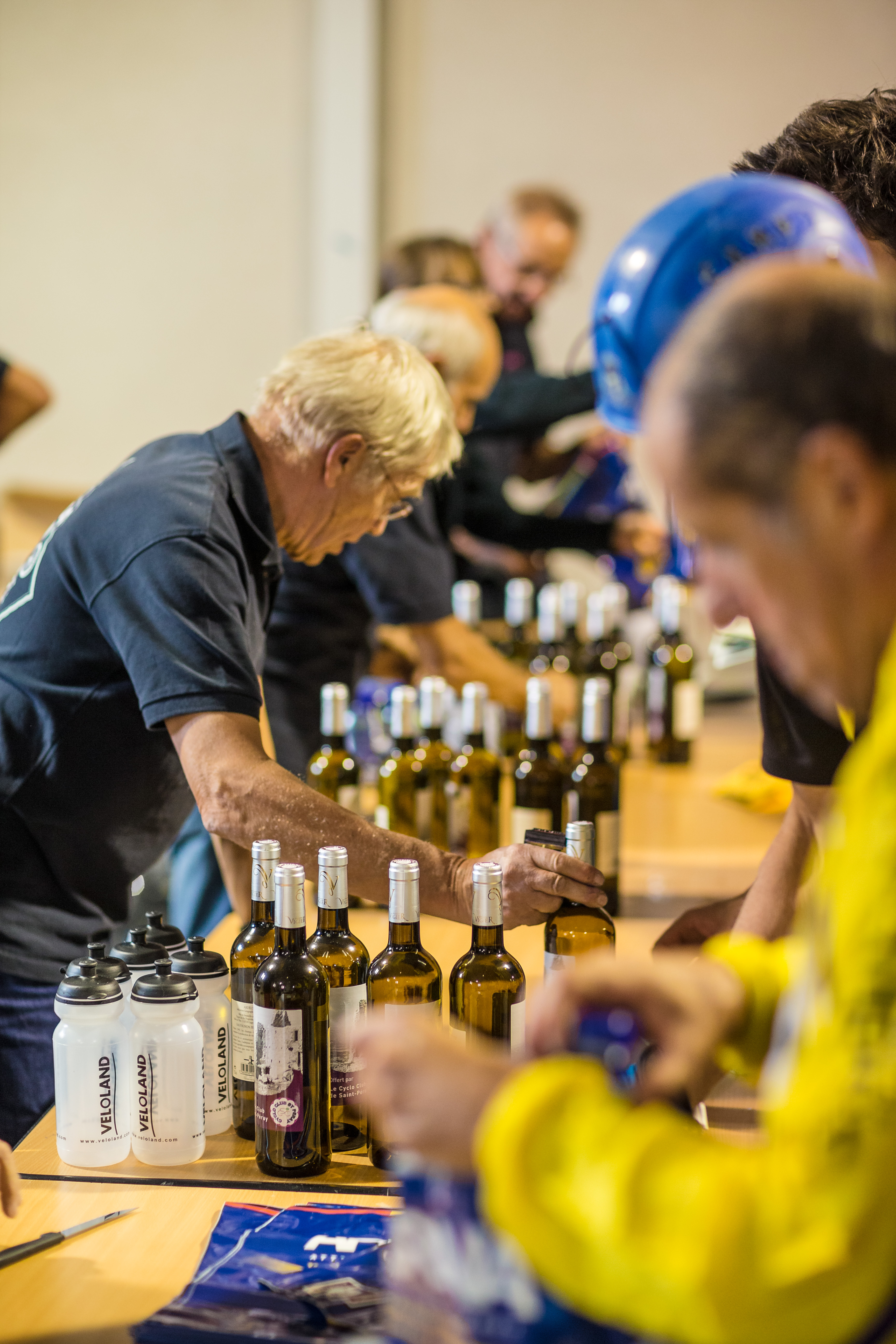
Vente à la fête des vins

### Anecdotes

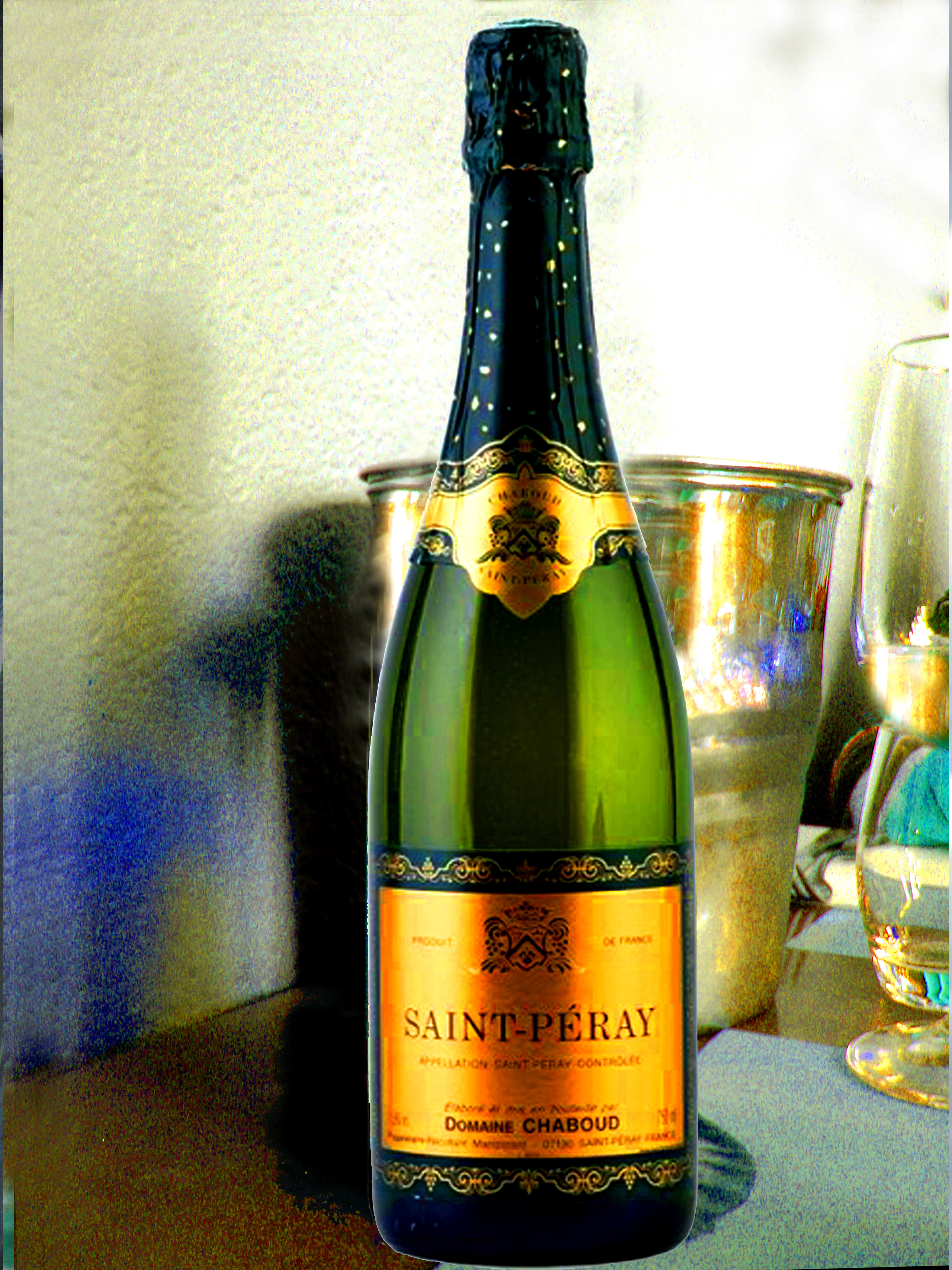
AOC saint-péray mousseux.

Richard Wagner fut un amoureux inconditionnel de ce vin. Il écrivit de Bayreuth : 

« Messieurs, je vous prie de me faire parvenir, dès que possible, les cent bouteilles de Saint-Péray mousseux fin, sec, que vous m'avez proposées ; je garderai également le vin doux reçu précédemment. En raison de quoi, je compte sur un délai de paiement accommodant pour le nouvel envoi. »

De la musique à la poésie, il suffit d'un pas pour découvrir Marc-Antoine Desaugiers, chansonnier et vaudevilliste, qui rimait au début du XIXe siècle :  

« À vous je m'adresse, Mesdames,
Je vais chanter le Saint-Péray.
Il est surnommé vin des femmes,
C'est vous dire s'il est parfait,
La violette qu'il exhale
En rend le goût délicieux. »